# Рыбак, Натан Самойлович

Надгробие Натана Рыбака на Байковом кладбище

Ната́н Само́йлович Рыба́к (21 декабря 1912  [3 января 1913], Ивановка, Херсонская губерния — 11 сентября 1978, Киев) — украинский советский писатель. Лауреат Сталинской премии второй степени (1950).

## Биография
Родился 21 декабря 1912 года (3 января 1913 года) в селе Ивановка (сейчас — в Кировоградской области Украины), в семье еврея-служащего. Окончив семилетку, учился в фабрично-заводском техникуме, затем в Киевском химико-технологическом институте.
С 1931 года посвятил себя литературной деятельности, много сотрудничает в газетах «Комсомолец Украины», «Комсомольская правда», в журнале «Молодой большевик», где печатаются его рассказы и очерки. Член СП СССР c 1934 года. Член ВКП(б) с 1940 года.
Во время Великой Отечественной войны был фронтовым корреспондентом газеты ВВС «Сталинский Сокол».
Был женат на сестре Александра Корнейчука.
Натан Рыбак погиб в автомобильной катастрофе 11 сентября 1978 года. Похоронен в Киеве на Байковом кладбище.

## Творчество
Первый сборник рассказов «Дорогами борьбы», повествующий о жизни и труде рабочих сахарных заводов, вышел в 1931 году. В годы, предшествующие Отечественной войне, выпущены сборники рассказов Натана Рыбака «Секрет мастера», «Угол падения», «Мужество», «История одного пулемёта», «Последний маршал», «Рассказы о Михаиле Фрунзе», «На рассвете» и романы «Орудия жерлами на восток», «Киев», «Днепр», «Ошибка Оноре де Бальзака».
В 1943 году опубликован роман Рыбака — «Оружие с нами».
В 1948 году вышла в свет первая часть исторической эпопеи «Переяславская рада», посвящённая освободительной войне украинского народа под предводительством Богдана Хмельницкого, которая завершилась воссоединением Украины с Россией. В 1953 году опубликован 2-й том романа.

## Произведения
- «Пора надежд и свершений»
- «Солдаты без мундиров» (1967)
- Переяславська Рада

## Экранизации
- «Ошибка Оноре де Бальзака» (1968)
- «Длинная дорога в короткий день» (1972) по роману «Солдаты без мундиров» (1970)

## Премии и награды
- Сталинская премия второй степени (1950) — за 1-ю книгу эпопеи «Переяславская рада»
- орден Октябрьской Революции (08.01.1973)
- орден Отечественной войны I степени
- орден Отечественной войны II степени (01.09.1945)
- два ордена Трудового Красного Знамени (24.11.1960; 24.01.1963)
- орден Красной Звезды (02.08.1944)
- медали.